# Миши лемур джудже
Мишият лемур джудже (Microcebus myoxinus) е вид бозайник от семейство Лемури джуджета (Cheirogaleidae). Видът е световно застрашен, със статут Уязвим.

## Разпространение и местообитание
Разпространен е в Мадагаскар.